# Stumblin' In
Stumblin’ In est une chanson interprétée en duo par Suzi Quatro et Chris Norman. Au Royaume-Uni, elle est parue en  single en octobre ou novembre 1978 et ensuite sur le sixième album studio de Suzi Quatro, If You Knew Suzi..., sorti plus tard dans la même année.
La chanson a débuté à la 71e place du classement officiel britannique des singles dans la semaine du 5 au 11 novembre 1978 et a culminé à la 41e place deux semaines plus tard.
Aux États-Unis, elle a débuté à la 89e place du Hot 100 de Billboard dans la semaine du 27 janvier 1979 et a culminé à la 4e place en mai (deux semaines consecutives, celles du 12 mai et du 19 mai, à la 4e place),.
Cette chanson a été utilisée par la suite dans le film Licorice Pizza sorti en 2021 et a été éditée sur la Bande Originale du film aux cotés d'une vingtaine d'autres standards des années 70.

## Composition
La chanson est écrite par Mike Chapman et Nicky Chinn.
La chanson s'écarte du son hard rock du groupe Smokie, dont Chris Norman est à l'époque le chanteur.

## Autres reprises ou adaptations
Une version tchèque est enregistrée en 1979 sous le titre Ta pusa je tvá par Hana Zagorová (en) et Petr Rezek (cs).
Une version hongroise est enregistrée en 1980 sous le titre A szerelem él par Csuka Mónika (hu) et Korda György (hu).
Une version allemande est enregistrée en 1979 sous le titre Schau mal herein par Marion Maerz (de) et Bernd Clüver.

### Version de Cyril
En novembre 2023, le musicien australien Cyril Riley (connu sous le mononyme Cyril) publie une reprise de la chanson,.

#### Classements hebdomadaires
| Classements (2023-2024)                           | Meilleure position |
| ------------------------------------------------- | ------------------ |
| Allemagne (Media Control AG)                      | 2                  |
| Australie (ARIA)                                  | 15                 |
| Autriche (Ö3 Austria Top 40)                      | 2                  |
| Belgique (Flandre Ultratop 50 Singles)            | 2                  |
| Belgique (Wallonie Ultratop 50 Singles)           | 4                  |
| États-Unis Hot Dance/Electronic Songs (Billboard) | 22                 |
| France (SNEP)                                     | 20                 |
| Islande (Plötutíðindi)                            | 30                 |
| Irlande (IRMA)                                    | 53                 |
| Luxembourg (Billboard)                            | 8                  |
| Nouvelle-Zélande (RMNZ)                           | 11                 |
| Pays-Bas (Nederlandse Top 40)                     | 1                  |
| Pays-Bas (Single Top 100)                         | 5                  |
| Pologne (Polish Airplay Top 100)                  | 1                  |
| Pologne (Polish Streaming Top 100)                | 9                  |
| Portugal (AFP)                                    | 76                 |
| Royaume-Uni (UK Singles Chart)                    | 98                 |
| Russie (Tophit Radio Top 100)                     | 55                 |
| Slovaquie (IFPI Rádio)                            | 1                  |
| Suisse (Schweizer Hitparade)                      | 7                  |
| Tchéquie (IFPI Rádio)                             | 5                  |
| Ukraine (Tophit Radio Top 100)                    | 34                 |